# Liste der Wappen in der Provinz Monza und Brianza
Die Liste der Wappen in der Provinz Monza und Brianza beinhaltet alle in der Wikipedia gelisteten Wappen der Orte in der Provinz Monza und Brianza in der Region Lombardei in Italien. In dieser Liste werden die Wappen mit dem Gemeindelink angezeigt.

## Wappen der Provinz Monza und Brianza

Provinz Monza und Brianza
Lage der Provinz in Italien

## Wappen der Gemeinden der Provinz Monza und Brianza

Agrate Brianza
Aicurzio
Albiate
Arcore
Barlassina
Bellusco
Bernareggio
Besana in Brianza
Biassono
Bovisio Masciago
Briosco
Brugherio
Burago di Molgora
Busnago
Camparada
Caponago
Carate Brianza
Carnate
Cavenago di Brianza
Ceriano Laghetto
Cesano Maderno
Cogliate
Concorezzo
Cornate d’Adda
Correzzana
Desio
Giussano
Lazzate
Lentate sul Seveso
Lesmo
Limbiate
Lissone
Macherio
Meda (Lombardei)
Mezzago
Misinto
Monza
Muggiò
Nova Milanese
Ornago
Renate
Roncello
Ronco Briantino
Seregno
Seveso
Sovico
Sulbiate
Triuggio
Usmate Velate
Varedo
Vedano al Lambro
Veduggio con Colzano
Verano Brianza
Villasanta
Vimercate